# Enrique Ballestrero
Enrique Ballestrero, někdy uváděný též jako Ballesteros (18. ledna 1905, Colonia del Sacramento – 11. října 1969, Montevideo) byl uruguayský fotbalista. Hrával na pozici brankáře.
S uruguayskou reprezentací vyhrál mistrovství světa ve fotbale 1930. Na tomto turnaji byl federací FIFA zařazen i do all-stars týmu. Roku 1935 vyhrál s národním týmem mistrovství Jižní Ameriky. Celkem za reprezentaci odehrál 19 utkání.
Čtyřikrát se stal mistrem Uruguaye, jednou s Rampla Juniors (1927), třikrát s Peñarolem Montevideo (1935, 1936, 1937).